# Cantó de Pissòs
El cantó de Pissòs és un cantó francès del departament de les Landes, situat al districte de Mont de Marsan. Té sis municipis i el cap és Pissòs.

## Municipis
- Vath Lada
- Lipostèir
- Manòr
- Mostèirs-Viganon
- Pissòs
- Saunhac e lo Muret

## Història
| Data d'elecció                           | Identitat     | Partit | Qualitat |
| ---------------------------------------- | ------------- | ------ | -------- |
| 1973-                                    | Guy Destenave | PS     |          |
| les dades anteriors no són pas conegudes |               |        |          |
|                                          |               |        |          |

## Demografia
| 1962  | 1968  | 1975  | 1982  | 1990  | 1999  | 2006  |
| ----- | ----- | ----- | ----- | ----- | ----- | ----- |
| 2.267 | 2.501 | 2.409 | 2.379 | 2.680 | 2.964 | 3.400 |